# Ирландская парламентская партия
Ирландская парламентская партия (англ. Irish Parliamentary Party, ирл. Páirtí Parlaiminteach na hÉireann; распространены были также короткие названия Ирландская партия и Партия гомруля (англ. Home Rule Party, ирл. Páirtí um Rialtas Dúchais)) — политическое объединение, действовавшее в Ирландии в 1882—1921 годах.

## История
Партия была образована из Лиги гомруля её председателем Чарльзом Стюартом Парнеллом в 1882 году. Партия доминировала в ирландской политике в конце XIX — начале XX века, неизменно получая большинство голосов от жителей острова и отправляя в Палату общин Великобритании почти всех возможных депутатов. Наивысшего успеха ИПП добилась на своих первых выборах в 1885 году, получив 310 608 голосов (6,9 %) и 86 мест в нижней палате британского парламента. После смерти Парнелла в 1891 году партия на протяжении 9 лет была расколота на сторонников своего основателя и его противников.
Партия объединяла ирландских националистов и сторонников автономии острова. Основными идеями парламентаристов были восстановление законодательной самостоятельности Ирландии и земельная реформа. Вступая в союзы с частью британских либералов, ирландские депутаты трижды пытались провести закон о гомруле. В итоге они этого добились только в 1914 году. Однако было оговорено, что новый акт вступает в силу только после окончания Первой мировой войны, кроме этого Северная Ирландия не будет входить в зону его действия. К этому времени популярность начала набирать радикальная партия Шинн Фейн, члены которой поддерживали идею о полной независимости Ирландии. Всё это привело к поражению ИПП на выборах 1918 года, когда партия смогла получить только 7 мандатов. После обретения Ирландией статуса доминиона в 1921 году Ирландская парламентская партия была трансформирована в Националистическую партию, которая функционировала до 1972 года только на территории Северной Ирландии.

## Участие в выборах
| Парламентские \| Год \| Выставленных кандидатов \| Мандаты \| Голоса \| Голоса \| \| ---------------- \| ----------------------- \| ------- \| ------- \| ------ \| \| 1885?! \| 91 \| 86 \| 310 608 \| 6,9 % \| \| 1886?! \| 98 \| 85 \| 97 905 \| 3,3 % \| \| 1892?! \| 129 \| 81 \| 309 329 \| 7 % \| \| 1895?! \| 103 \| 82 \| 149 530 \| 4 % \| \| 1900?! \| 83 \| 77 \| 57 576 \| 1,6 % \| \| 1906?! \| 84 \| 82 \| 33 231 \| 0,6 % \| \| 1910 (январь)?! \| 85 \| 71 \| 23 605 \| 0,4 % \| \| 1910 (декабрь)?! \| 81 \| 74 \| 30 322 \| 0,6 % \| \| 1918?! \| 57 \| 7 \| 226 498 \| 2,2 % \| |                         |         |         |        |
| Год | Выставленных кандидатов | Мандаты | Голоса  | Голоса |
| 1885 | 91                      | 86      | 310 608 | 6,9 %  |
| 1886 | 98                      | 85      | 97 905  | 3,3 %  |
| 1892 | 129                     | 81      | 309 329 | 7 %    |
| 1895 | 103                     | 82      | 149 530 | 4 %    |
| 1900 | 83                      | 77      | 57 576  | 1,6 %  |
| 1906 | 84                      | 82      | 33 231  | 0,6 %  |
| 1910 (январь) | 85                      | 71      | 23 605  | 0,4 %  |
| 1910 (декабрь) | 81                      | 74      | 30 322  | 0,6 %  |
| 1918 | 57                      | 7       | 226 498 | 2,2 %  |

## Председатели партии
- Чарльз Стюарт Парнелл — 1882—1891
- Джон Редмонд (лидер сторонников Парнелла (меньшинство)) — 1891—1900
- Джастин МакКарти[англ.] (лидер противников Парнелла (большинство)) — 1891—1892
- Джон Диллон (лидер противников Парнелла (большинство)) — 1892—1900
- Джон Редмонд (вновь единая партия) — 1900—1918
- Джон Диллон — 1918
- Джо Девлин[англ.] — 1918—1921

### На английском языке
- Garvin, Tom. The evolution of Irish Nationalist Politics. — Gill & Macmillan, 2005. — ISBN 0-7171-3967-0.
- MacDonagh, Michael. The Home Rule Movement. — BiblioBazaar, 2010. — 306 p. — ISBN 1177884771.
- O'Donnell, F. Hugh. A History of the Irish Parliamentary Party. — London: Nabu Press, 2010. — 532 p. — ISBN 117814450X.
- Stanford, Jane. That Irishman: The Life and Times of John O'Connor Power. — History Press Ireland, 2011. — ISBN 978-1-84588-696-1.

### На русском языке
- Афанасьев Г. Е. Гл. VII Земельная лига и гомруль // История Ирландии / Предисл. Т.А. Михайловой. — 4-е издание. — Москва: Красанд, 2010. — ISBN 978-5-396-00180-0.